# Ase salvatge africà
L'ase salvatge africà (Equus africanus) és una espècie salvatge de la família dels cavalls, els èquids. Es creu que aquesta espècie és l'avantpassat de l'⁣ase domèstic (Equus asinus), que de vegades es col·loca dins de la mateixa espècie. Viuen als deserts i altres zones àrides de la Banya d'Àfrica, a Eritrea, Etiòpia i Somàlia. Antigament tenia una distribució més àmplia al nord i a l'oest al Sudan, Egipte i Líbia. Es troba en perill crític, amb uns 570 individus existents a la natura.